# Hitradio X
Hitradio X war ein im schwäbischen Günzburg ansässiger kommerzieller privater Hörfunksender, der über den Sender Günzburg (Birket) auf UKW 90,3 und im Netz der Kabel Deutschland auf 104,05 MHz sendete. Darüber hinaus war das Programm auch im Internet zu empfangen.

## Geschichte
Hitradio X war ein Sender im Rahmen des „Zweitfrequenzkonzeptes“ der Bayerischen Landeszentrale für neue Medien (BLM). Normalerweise werden Sender dieses Konzepts vom bestehenden örtlichen Lokalsender veranstaltet und heißen Radio Galaxy. Da die in Frage kommenden Anbieter verzichteten, kam ein Konsortium lokaler Unternehmer unter dem Namen „Mach-1 KG“, die Werbeagenturbetreiber von Radio Canale Grande unter dem Namen „Mach-1 GmbH“, der Augsburger Medienunternehmer Markus Gilg sowie der St. Ulrichs Verlag zum Zug. Der Name war eine Verlegenheitslösung, da sich die Anbieter nicht auf einen gemeinsamen Vorschlag einigen konnten; daher übernahm man den Namen von einem ehemaligen belgischen Lokalradio gleichen Namens, für den einer der Mitarbeiter als Moderator tätig war.
Die Programmgestaltung oblag zu Beginn dem Mach-1 GmbH-Geschäftsführer Swen Kuboth, der vorher Programmchef bei Radio Canale Grande war. Mit Radio Canale Grande gab es auch eine weitreichende Kooperationsvereinbarung. Obwohl Hitradio X sowohl ein großer Publikumserfolg war (zweitmeistgehörter Radiosender im Sendegebiet) und zahlreiche Werbekunden hatte, setzte bald der Niedergang ein, der zur Einstellung des Sendebetriebs führte. Daneben existierte zeitgleich ein zweites Programm namens „Hitradio X Classix“, welches nur per Internetstream empfangbar war und Discohits aus den 60er- bis 80er-Jahren sendete. Da man nach Sendeschluss des Hauptprogrammes vergaß, den externen Serverbetreiber zu informieren, lief „Hitradio X Classix“ noch bis Ende 2005 unverändert automatisiert weiter.

## Programmstruktur
Hitradio X gestaltete das Programm mit Ausnahme der Weltnachrichten komplett selbst. Die Weltnachrichten wurden vom Dienstleister BLR zugekauft. Die Musikfarbe bestand tagsüber zu 50 % aus aktuellen Charthits; 25 % Neuerscheinungen und Vorveröffentlichungen; und 25 % Pophits der 80er und 90er. Die Titel wurden nicht, wie normalerweise üblich, von Agenturen getestet, sondern von Musikredakteuren händisch ausgesucht. Es entstand dadurch eine massentaugliche Mischung, die sich jedoch hörbar von den Wettbewerbern abgrenzte. Abends gab es Musikspezialsendungen, die von den Musikredakteuren komplett eigenständig gestaltet wurden. Zentrale Inhalte des Wortprogramms waren lokale Inhalte. Es wurden täglich über 60 Minuten lokales Wort produziert. Besonders beliebt waren die Spezialnächte, die immer vor Feiertagen ausgestrahlt wurden und die eigenproduzierte Mundartcomedy.

## Niedergang
Bedingt durch die Gesellschafterstruktur kam es vom ersten Tage an zu Differenzen, was die Ziele, Finanzausstattung des Senders und die grundlegende Strategie anging. Da dieser Zwist zum Teil öffentlich in der Presse und im Internet ausgetragen wurde, kam es zu Imageschäden bei der Werbewirtschaft und zu einer zurückhaltenden Politik der Aufsichtsbehörden. Verbunden damit war ein reger Personal- und Gesellschafterwechsel, der dem Programm hörbar schadete. Da nach einem Jahr alle Gesellschafter und Mitarbeiter mit Branchenerfahrung ausgeschieden oder abgefunden waren, entschlossen sich die verbliebenen Gesellschafter, den Sender zu verkaufen. Da dies jedoch nach Landesmediengesetz nicht möglich war, übertrug die Aufsichtsbehörde dem Wettbewerber Donau 3 FM den Programmauftrag direkt und die mit Hitradio X verbundenen Gesellschaften meldeten Insolvenz an.